# Léon Bollendorff
Dr. Léon Bollendorff (Wasserbillig, 31 de març de 1915 - Ciutat de Luxemburg, 5 de juny de 2011) fou un professor, filòleg i polític luxemburguès, membre del Partit Popular Social Cristià.
Exercí de President de la Cambra de Diputats de Luxemburg entre el 9 d'octubre de 1979 i el 18 de juliol de 1989.
També fou membre del consell comunal de Ciutat de Luxemburg, exercint el càrrec d'échevin. Fou membre de la Resistència luxemburguesa contra l'ocupació alemanya. Durant la vaga general de 1942 fou detingut i enviat al camp de concentració de Hinzert i després al camp de treballs forçats de Dombrowika, a Lublin (Polònia). Estava casat amb Margot Kinnen fins al 2006, any de la seva mort, i van tenir quatre fills.